# Почесні громадяни Ужгорода
Звання «Поче́сний громадяни́н мі́ста Ужгорода» є вищою формою громадського визнання видатних заслуг перед територіальною громадою міста. Присвоюється громадянам України, жителям міста або тим, чиє життя і діяльність були тісно пов'язані з містом, які мешкають за межами Ужгорода.

## Підстави для присвоєння звання
Підставою для підготовки матеріалів про присвоєння звання «Почесний громадянин міста Ужгорода» є подання президії міської Ради.
Відповідно до положення про звання «Почесний громадянин міста Ужгорода», звання присвоюється за значний внесок у:
- громадянам, які брали участь у боротьбі за визволення міста в роки Другої світової війни, які мають особливі заслуги перед містом в галузі господарської, наукової, культурно-освітньої, медичної діяльності, беруть активну участь в громадсько-суспільному житті, користуються повагою та авторитетом серед мешканців міста;
- громадянам інших міст України або іноземцям на відзнаку їх заслуг перед містом або в знак поваги до їх громадської та благочинної діяльності.

## Права почесного громадянина міста Ужгорода

### Пільги
- мешканці міста Ужгорода, яким присвоюється звання «Почесний громадянин міста Ужгорода», а також їх члени їх сімей (чоловік, (другижина), діти віком до 18 років) на весь час проживання в місті звільняються від оплати за комунальні послуги. Вказано оплата погашується за рахунок місцевого бюджету.

## Особливості
- Вручення регалій Почесного громадянина міста Ужгорода здійснюється в урочистій обстановці. Почесному громадянину вручаються грамота, посвідчення та знак «Почесний громадянин міста Ужгорода».
- Прізвище, ім'я та по батькові громадянина, якому присвоєно звання «Почесний громадянин міста Ужгорода», заноситься до Книги пошани міста Ужгорода.

## Опис грамоти «Почесний громадянин міста Ужгорода»
Грамота виготовляється в кольорі із зображенням історично-культурних будівель та герба міста Ужгорода.

## Список почесних громадян міста Ужгорода
1. Решетар Василь Федорович
2. Балог Клара Федорівна
3. Чендей Іван Михайлович
4. Запісочний Іван Прохорович
5. Плоскіна Дмитро Іванович
6. Снігурський Дмитро Олександрович
7. Шпеник Отто Бартоломійович
8. Ознобкін Іван Іванович
9. Контратович Ернест Рудольфович
10. Маргітич Іван
11. Дербак Леонід Іванович.[1]
12. Зігфрид Нельсен
13. Марк Едмонд Ремптон
14. Дьолог Степан Степанович
15. Машков Іван Петрович
16. Гайнріх Дехерт
17. Сливка Володимир Юлійович
18. Попенко Микола Якович
19. Скунць Петро Миколайович
20. Васильєв Валентин Васильович
21. Штилиха Йосип Васильович
22. Шляхта Ян Янович
23. Керечанин Микола Федорович
24. Мешко Іван Михайлович
25. Сусліков Михайло Львович
26. Жофчак Золтан Золтанович
27. Баник Михайло Іванович
28. Попович – Лабик Клара Ласлівна
29. Руснак Микола Іванович
30. Попович Еміл Михайлович
31. Брайен Ерлі
32. Федака Павло Михайлович
33. Мілан Шашік
34. Ландовський Еміл Федорович
35. Микита Володимир Васильович
36. Сабо Йожеф Йожефович
37. Габріел Доріч
38. Сова Петро Петрович
39. Ільницький Юрій Васильович
40. Сембер Степан Васильович
41. Гюнтер Метцгер
42. Задорожня Ганна Федорівна
43. Шеба Василь Васильович
44. Коршинський Іван Юрійович
45. Маринець Василь Васильович
46. Бігунець Іван Юрійович
47. Ратушняк Сергій Миколайович
48. Камінська Олена Анатоліївна
49. Георгієв Дмитро В’ячеславович
50. Білобров Юрій Вікторович
51. Чорноус Володимир Михайлович
52. Коренівський Сергій Петрович
53. Реготун Олег Петрович
54. Попадинець Олександр Юрійович
55. Мартин Сергій Васильович
56. Капуш Олександр Васильович
57. Палай Андрій Йосипович
58. Постолакі Віталій Андрійович
59. Розлуцький Ігор Васильович
60. Пітер Бобер
61. Галик Олег Іванович
62. Біровчак Юрій Юрійович
63. Варга Василь Васильович
64. Туряниця Олександр Іванович
65. Луцкер Лев Йосифович
66. Герей Анатолій Анатолійович
67. Сокач Омелян Петрович
68. Буріанова Янка
69. Саліпські Ендре
70. Тихоновський Валерій Тимофійович
71. Сипавка Андрій Олександрович
72. Власов Дмитро Олегович
73. Русин Василь Іванович
74. Матій Петро Петрович
75. Петнегазі Дезидері1 Сигизмундович
76. Омельчак Катерина Аполінаріївна